# Pulau Kopung
Pulau Kopung is een bestuurslaag in het regentschap Kuantan Singingi van de provincie Riau, Indonesië. Pulau Kopung telt 1388 inwoners (volkstelling 2010).